# Бабушкин, Евгений Анатольевич
Евге́ний Анато́льевич Ба́бушкин (род. 16 марта 1983, Ленинград) — русский писатель, журналист и литературный наставник, телеведущий. Лауреат премии «Дебют», финалист премии Андрея Белого, автор книг «Библия бедных» и «Пьяные птицы, весёлые волки». Рассказы и очерки переведены на немецкий, финский, китайский и литовский языки.

## Проза
Публикуется с 2011 года. В 2012 году получил премию «Дебют» в номинации «малая проза» за подборку рассказов. В 2015 году представлял русскую короткую прозу на Хельсинкской книжной ярмарке. В 2017 году в издательстве АСТ вышла первая книга Евгения Бабушкина «Библия бедных». В 2018 году вошёл в жюри премии Bookscriptor. Литературный коуч, преподаёт короткую прозу в мастерских Creative Writing School и Litband.

Если смешать фольклор и социально-критический реализм, ипохондрию Хармса и античный стоицизм, получится проза, как у Евгения Бабушкина… Рассказы эти похожи на карман, в котором всякая мелочь побренькивает, пока не прорвет брешь. Один за другим заурядные с виду герои Бабушкина обнаруживают в повседневности космических размеров прореху, из которой ударяет по ним не то божий свет, не то слепой бич, не то своенравие автора, который, кажется, мог придумать истории ещё более абсурдные, но не считает нужным приукрашивать чистый иррационализм натуры.
— Валерия Пустовая
Критик Сергей Кумыш сравнивает Евгения Бабушкина с молодым Джойсом и называет «возможно, лучшим современным российским писателем». Литературный критик Ольга Балла среди предшественников Бабушкина упоминает обэриутов, Брехта, Петрушевскую, Андрея Платонова и Франца Кафку: «Бабушкин — в прямом родстве с теми авторами минувшего века, которых завораживала трагедия человеческого существования». 

Бабушкина волнует участь людей обездоленных, живущих бедно. Но он описывает их жизнь в веселой и несколько абсурдистской манере. Это скорее некая игра с данной темой, а вовсе не то, что называют чернухой.
— Павел Басинский

## Театр и драматургия
Окончил Санкт-Петербургскую государственную академию театрального искусства, историк зарубежного театра. Рок-музыкант, в 2007 году записал концертный альбом «Выпрыгни». Автор нескольких пьес. Пьеса «Л.» о Льве Троцком, написанная с использованием приемов уличного театра и древнегреческой трагедии, вышла в финал фестиваля «Любимовка» и была опубликована в журнале «Современная драматургия». Пьеса «Весёлые волки», также опубликованная в «Современной драматургии», выиграла ряд международных премий, поставлена в Москве и в Ижевске.

## Журналистика
С 2007 года — на петербургском телевидении. Создатель и ведущий криминальной программы «Самое важное» на телеканале 100ТВ. Работал кинокритиком в газете «Мой район». С 2012 по 2017 год — редактор, затем руководитель службы информации, затем заместитель главного редактора проекта «Сноб». Автор очерков с Евромайдана, из горного Китая, олимпийского Сочи и охваченного войной Донбасса. Прошёл три дня вместе с сирийскими беженцами. Придерживается левых взглядов и часто называет свою прозу «пролетарской». В 2018 году присоединился к медиаартели «Мамихлапинатана» и возглавил онлайн-радио «Глаголев FM». Автор подкаста «Тёмная материя».

Когда я читала свежие заметки Бабушкина по мотивам поездки в Донецк, Луганск, Краматорск — в течение июньского перемирия — меня в них тронуло полное и ненарочитое отсутствие агрессии. Заботливое внимание к деталям, к человеческим «единицам» вне связи с их политическими установками и наивными убеждениями. То же относится и к другим текстам Евгения, будь то так называемые «сказки», или, пьесы, или эссе. Мне кажется, левые взгляды Евгения тоже откуда-то оттуда — из внимания к человеческим «атомам».
— Татьяна Джурова 

События «Библии бедных» происходят тогда же и там же, что и действие греческих трагедий. И написанное — в прямом родстве с ними. Всё вошедшее в книгу, всё. Даже сиюминутное, злободневное, актуальное — как, например, расписанное буквально по часам и километрам передвижение автора вместе с ближневосточными беженцами по изумленной, растерянной Европе.
— Ольга Балла 

## Награды
- Финалист театрального фестиваля «Пять вечеров» (2011, 2012)
- Финалист театрального фестиваля «Любимовка» (2012)
- Лауреат премии «Дебют» (2012)
- Лауреат премии журнала «Октябрь» (2012)
- Лауреат премии «Звёздный билет» (2013)
- Лауреат премии Горчева (2016)
- Лонг-лист премии «Национальный бестселлер» (2018)
- Лонг-лист конкурса новой драматургии «Ремарка» (2018)
- Шорт-лист Международного конкурса драматургов «Евразия» (2018)
- Специальный приз Международного конкурса драматургии «Баденвайлер» (2018)
- Шорт-лист премии Андрея Белого (2020)